# Okręg wyborczy nr 28 do Senatu Rzeczypospolitej Polskiej
Okręg wyborczy nr 28 do Senatu Rzeczypospolitej Polskiej obejmuje obszar powiatów bełchatowskiego, piotrkowskiego i radomszczańskiego oraz miasta na prawach powiatu Piotrkowa Trybunalskiego (województwo łódzkie). Wybierany jest w nim 1 senator na zasadzie większości względnej.
Utworzony został w 2011 na podstawie Kodeksu wyborczego. Po raz pierwszy zorganizowano w nim wybory 9 października 2011. Wcześniej obszar okręgu nr 28 należał do okręgu nr 10.
Siedzibą okręgowej komisji wyborczej jest Piotrków Trybunalski.

## Reprezentant okręgu
| Rok  | Rok  | Senator           | Komitet wyborczy       |
| ---- | ---- | ----------------- | ---------------------- |
|      | 2011 | Wiesław Dobkowski | Prawo i Sprawiedliwość |
| 2015 |      | Wiesław Dobkowski | Prawo i Sprawiedliwość |
| 2019 |      | Wiesław Dobkowski | Prawo i Sprawiedliwość |
| 2023 |      | Wiesław Dobkowski | Prawo i Sprawiedliwość |

## Wyniki wyborów
Symbolem „●” oznaczono senatora ubiegającego się o reelekcję.

### Wybory parlamentarne 2011
| Kandydat                                                                                      | Kandydat            | Komitet wyborczy                           | Głosów | Głosów | Głosów |
| Kandydat                                                                                      | Kandydat            | Komitet wyborczy                           | Liczba | %      | +/–    |
| --------------------------------------------------------------------------------------------- | ------------------- | ------------------------------------------ | ------ | ------ | ------ |
|                                                                                               | Wiesław Dobkowski ● | Prawo i Sprawiedliwość                     | 51 797 | 36,16  | –      |
|                                                                                               | Ludomir Pencina     | Platforma Obywatelska RP                   | 34 126 | 23,83  | –      |
|                                                                                               | Bogdan Bujak        | Sojusz Lewicy Demokratycznej               | 22 065 | 15,41  | –      |
|                                                                                               | Marian Błaszczyński | KWW Unia Prezydentów – Obywatele do Senatu | 18 733 | 13,08  | –      |
|                                                                                               | Arkadiusz Pawełczyk | Polskie Stronnictwo Ludowe                 | 16 504 | 11,52  | –      |
| Frekwencja: 46,49% Liczba głosów ważnych: 143 225 (95,73%) Źródło: Państwowa Komisja Wyborcza |                     |                                            |        |        |        |

● Wiesław Dobkowski reprezentował w Senacie VII kadencji (2007–2011) okręg nr 10.

### Wybory parlamentarne 2015
| Kandydat                                                                                      | Kandydat            | Komitet wyborczy                             | Głosów | Głosów | Głosów |
| Kandydat                                                                                      | Kandydat            | Komitet wyborczy                             | Liczba | %      | +/–    |
| --------------------------------------------------------------------------------------------- | ------------------- | -------------------------------------------- | ------ | ------ | ------ |
|                                                                                               | Wiesław Dobkowski ● | Prawo i Sprawiedliwość                       | 71 764 | 46,92  | +10,76 |
|                                                                                               | Adam Macierewicz    | Platforma Obywatelska RP                     | 23 122 | 14,92  | –8,91  |
|                                                                                               | Jarosław Brózda     | KWW Razem do Senatu                          | 21 309 | 13,75  | –      |
|                                                                                               | Marek Mazur         | Polskie Stronnictwo Ludowe                   | 20 129 | 12,98  | +1,46  |
|                                                                                               | Janusz Budziński    | KKW Zjednoczona Lewica SLD+TR+PPS+UP+Zieloni | 18 694 | 12,06  | –3,35  |
| Frekwencja: 50,70% Liczba głosów ważnych: 155 018 (95,86%) Źródło: Państwowa Komisja Wyborcza |                     |                                              |        |        |        |

### Wybory parlamentarne 2019
| Kandydat                                                                                      | Kandydat             | Komitet wyborczy             | Głosów  | Głosów | Głosów |
| Kandydat                                                                                      | Kandydat             | Komitet wyborczy             | Liczba  | %      | +/–    |
| --------------------------------------------------------------------------------------------- | -------------------- | ---------------------------- | ------- | ------ | ------ |
|                                                                                               | Wiesław Dobkowski ●  | Prawo i Sprawiedliwość       | 102 812 | 55,63  | +8,71  |
|                                                                                               | Arkadiusz Ciach      | Sojusz Lewicy Demokratycznej | 44 408  | 24,03  | +11,97 |
|                                                                                               | Stanisław Witaszczyk | Polskie Stronnictwo Ludowe   | 37 607  | 20,35  | +7,37  |
| Frekwencja: 61,35% Liczba głosów ważnych: 184 827 (97,35%) Źródło: Państwowa Komisja Wyborcza |                      |                              |         |        |        |

### Wybory parlamentarne 2023
| Kandydat                                                                                      | Kandydat            | Komitet wyborczy                                                           | Głosów | Głosów | Głosów |
| Kandydat                                                                                      | Kandydat            | Komitet wyborczy                                                           | Liczba | %      | +/–    |
| --------------------------------------------------------------------------------------------- | ------------------- | -------------------------------------------------------------------------- | ------ | ------ | ------ |
|                                                                                               | Wiesław Dobkowski ● | Prawo i Sprawiedliwość                                                     | 87 843 | 41,04  | –14,59 |
|                                                                                               | Marek Mazur         | KKW Trzecia Droga Polska 2050 Szymona Hołowni – Polskie Stronnictwo Ludowe | 74 636 | 34,87  | +14,52 |
|                                                                                               | Marek Chrzanowski   | Bezpartyjni Samorządowcy                                                   | 19 439 | 8,62   | –      |
|                                                                                               | Marek Kwapisiewicz  | Konfederacja Wolność i Niepodległość                                       | 17 104 | 7,99   | –      |
|                                                                                               | Małgorzata Janowska | Polska Jest Jedna                                                          | 16 001 | 7,48   | –      |
| Frekwencja: 74,23% Liczba głosów ważnych: 214 023 (98,11%) Źródło: Państwowa Komisja Wyborcza |                     |                                                                            |        |        |        |